# Elmina Moisan
Elmina Moisan (Quillota, 1897-Santiago, 1938) fue una pintora chilena inscrita en la historiografía como parte de la supuesta generación del 13. Ha sido denominada como la "artista mujer que mejor ha pintado en Chile".

## Vida personal y artística
Descendiente de franceses, Moisan ingresó a la Escuela de Bellas Artes en 1912, siendo alumna del pintor español Fernando Álvarez de Sotomayor y de Ricardo Richon Brunet. Tras recibir su título de profesora con mención en artes plásticas, ejerció la docencia en el Liceo de Niñas N° 4 de Santiago.
Se casó con el pintor Otto Georgi en 1926, quien también era miembro de la generación del 13.
En 1938 el gobierno de Chile invitó a Moisan a exponer y estudiar en Lima, Perú. Durante su viaje contrajo malaria, situación que la forzó a regresar a Chile donde y tras un mes de enfermedad, murió en la ciudad de Santiago.
Sus obras son principalmente retratos, escenas de costumbres, paisajes y naturalezas muertas realizadas con un estilo sutil y bastante personal. Su pintura La coqueta (1916) ganó la primera medalla en el salón oficial de Santiago, en 1919.

## Obras en colecciones públicas

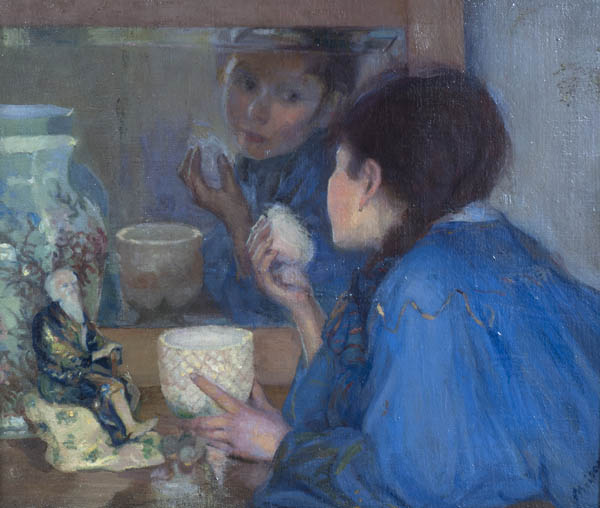
La coqueta, Museo Nacional de Bellas Artes.

- Interior, Óleo sobre tela, 115 x 90 cm. 1926. Museo Nacional de Bellas Artes Santiago de Chile.
- La coqueta, Óleo sobre tela, 53 x 62 cm. Museo Nacional de Bellas Artes Santiago de Chile.
- Cabeza de vieja, Óleo sobre tela, 40 x 36 cm. Museo Nacional de Bellas Artes Santiago de Chile.
- Desnudo, Óleo sobre tela, 66 x 44 cm. Pinacoteca Universidad de Concepción.

## Premios
- 1936 - Primer Premio, Salón Oficial de Santiago.
- 1929 - Medalla de Oro en la Exposición Ibero-Americana de Sevilla.
- 1923 - Premio de Retrato, Salón Oficial de Santiago.
- 1920 - Segunda Medalla en Dibujo, Salón Oficial de Santiago.
- 1919 - Primera Medalla en Salón Oficial de Santiago.
- 1919 - Premio de Honor en Certamen Edwards, Santiago.
- 1916 - Segunda Medalla en Salón Oficial de Santiago.
- 1916 - Premio de Costumbres en Certamen Edwards, Santiago.

## Homenajes
La ciudad de Rancagua, en la región del Libertador Bernardo O'Higgins, tiene un pasaje que lleva el nombre de Elmina Moisan.